# Peritrichia spuria
Peritrichia spuria är en skalbaggsart som beskrevs av Louis Albert Péringuey 1902. Peritrichia spuria ingår i släktet Peritrichia och familjen Melolonthidae.

## Underarter
Arten delas in i följande underarter:
- P. s. spuriella
- P. s. pseudospuriella